# Frauental an der Laßnitz
Frauental an der Laßnitz là một đô thị thuộc huyện Deutschlandsberg thuộc bang Steiermark, nước Áo. Đô thị Frauental an der Laßnitz có diện tích 15,52 km², dân số thời điểm năm 2005 là 2939 người.